# Кормак (кратер)
Кратер Кормак (англ. Craters Cormac) — метеоритний кратер на Європі, супутнику Юпітера.

## Характеристики
Утворився на місці падіння на поверхню супутника Європа космічного метеорита, якого притягнув у свою орбіту масивний Юпітер. Внаслідок чого сформувався ударний кратер з діаметром 8,2 кілометра. Центр кратера знаходиться за координатами 36,9° пд. ш., та 88,1° зх. д.
Вперше про льодовий кратер довідалися у 2000 році, після дослідження поверхні супутника телескопами з Землі. Названий на ім'я легендарного Кормак мак Арта, верховного короля Ірландії в кельтській міфології.